# Ordinariat militaire de la République dominicaine
L'ordinariat militaire de la République dominicaine (en espagnol : Obispado castrense de la República Dominicana) est un ordinariat militaire de l'Église catholique en République dominicaine directement soumis au Saint-Siège.

## Territoire
L'ordinariat a juridiction sur les fidèles catholiques des forces armées dominicaines et de la police national même s'ils se trouvent en dehors des frontières du pays. Le siège est dans la ville de Saint-Domingue avec la cathédrale Sainte Barbe (es).

## Historique
Le vicariat militaire de la République dominicaine est érigé le 23 janvier 1958 par le décret E suprema militantis Ecclesiae de la congrégation des évêques. Il est élevé au rang d'ordinariat militaire le 21 avril 1986 par la constitution apostolique Spirituali militum curæ du pape Jean-Paul II. Dès sa création, la charge  est confiée à l'archevêque de Saint-Domingue ce qui est encore le cas aujourd'hui.

## Évêques
- Ricardo Pittini Piussi, S.D.B (1958 - 10 décembre 1961)
- Octavio Antonio Beras Rojas (8 décembre 1962 - 4 avril 1982)
- Nicolás de Jesús López Rodríguez (4 avril 1982 - 2 janvier 2017)
- Francisco Ozoria Acosta, depuis le 2 janvier 2017